# Cuminaldehid
El cuminaldehid (4-isopropilbenzaldehid) és un compost orgànic natural amb la fórmula molecular C10H₁₂O. És un benzaldehid amb un grup isopropil substituït en la posició 4.
El cuminaldehid és un component dels olis essencials d'eucaliptus, mirra, cassia, comí i altres. Té una olor agradable i contribueix a l'aroma d'aquests olis. S'utilitza comercialment en perfums i altres cosmètics.
S'ha demostrat que el cuminaldehid, com a molècula petita, inhibeix la fibril·lació de l'alfa-sinucleïna, que, si s'agrega, forma fibrils insolubles en condicions patològiques caracteritzades per cossos de Lewy, com la malaltia de Parkinson, una demència amb cossos de Lewy ] i atrofia de diversos sistemes.
El cuminaldehid es pot preparar sintèticament mitjançant la reducció del clorur de 4-isopropilbenzoïl o per la formilació del cumè.